# Klidheseilanden

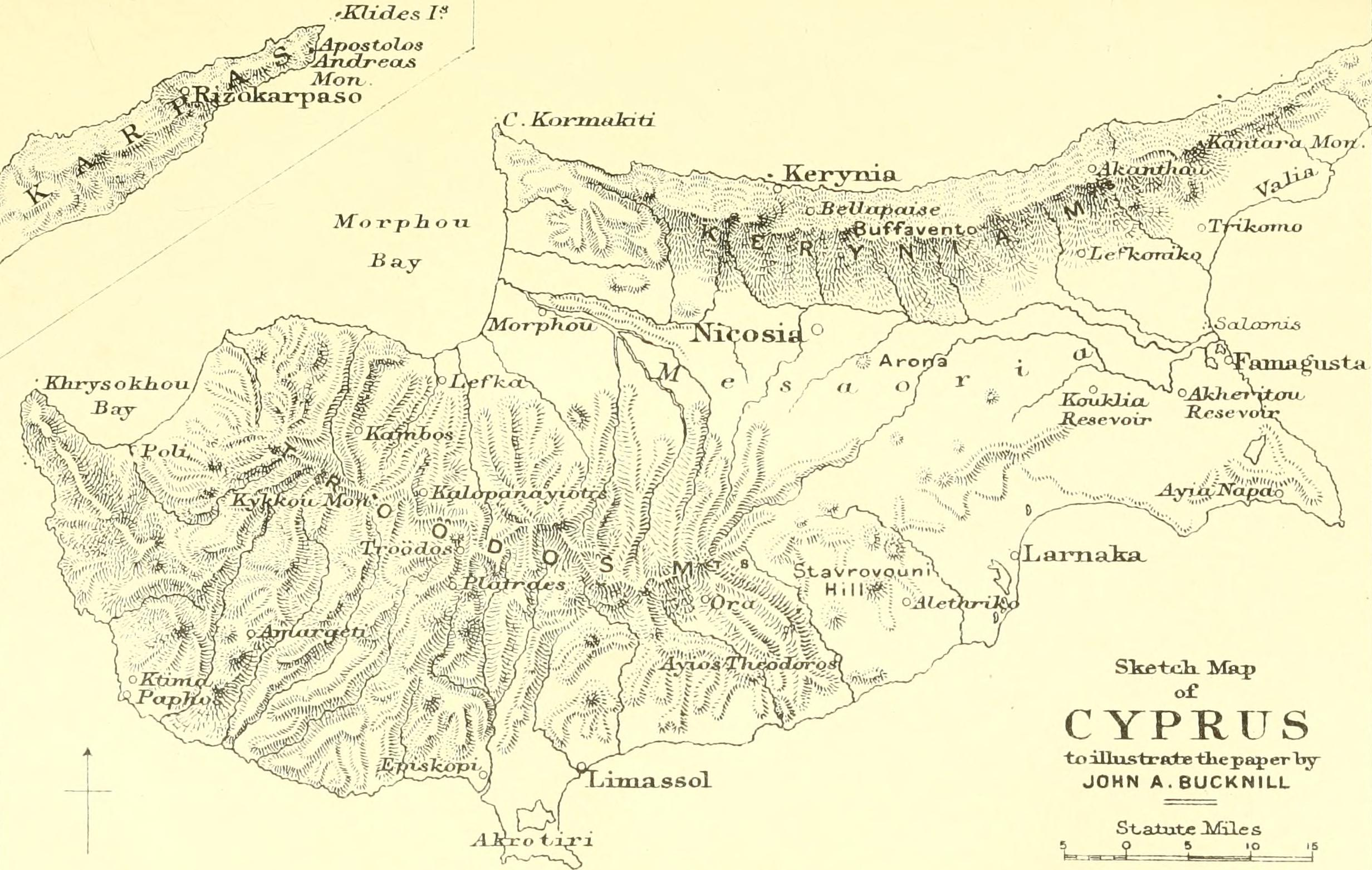
Kaart van Cyprus uit 1859. De Klidheseilanden weergegeven op de inzetkaart linksboven

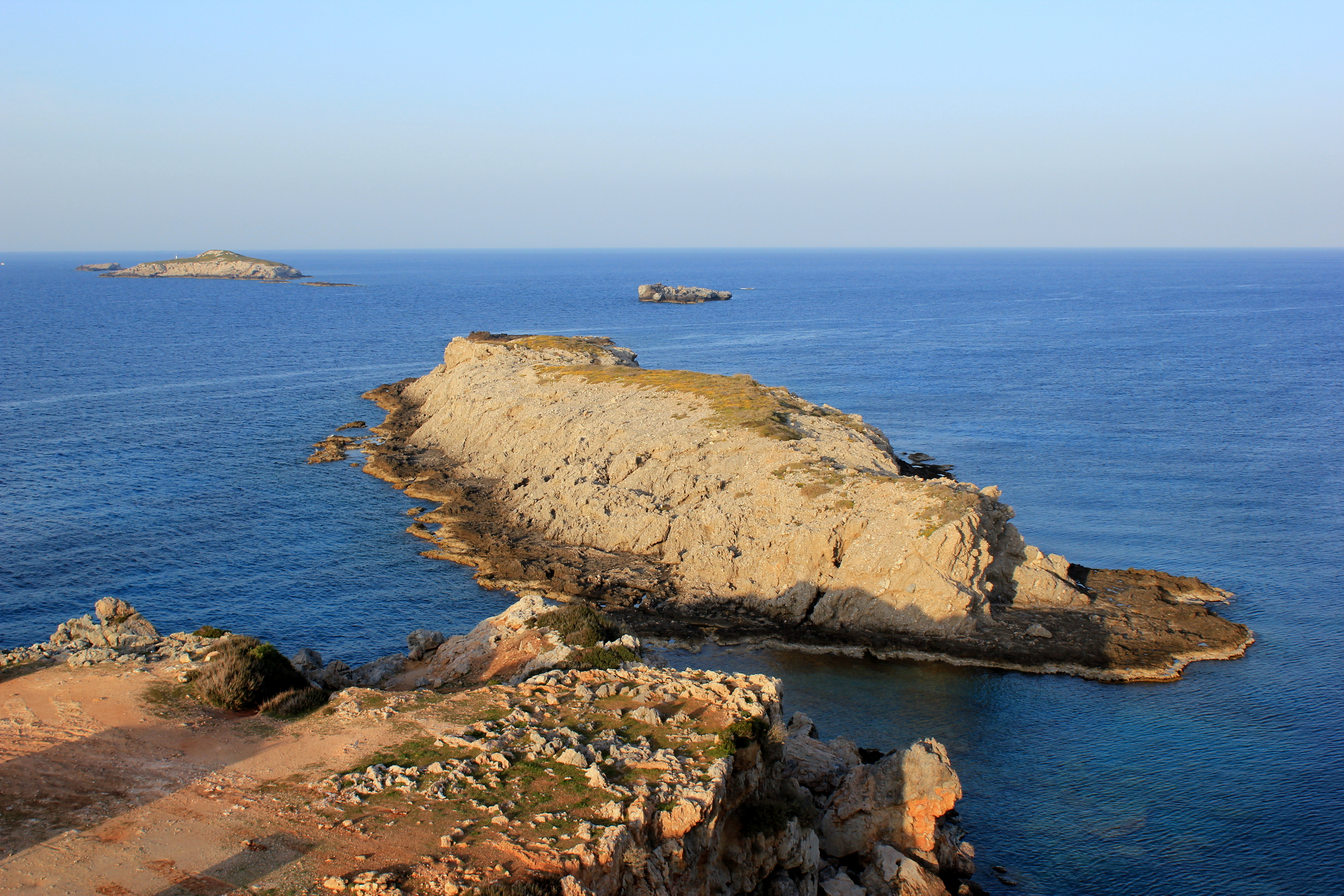
De Klidheseilanden linksboven, gezien vanuit het zuidwesten

De Klidheseilanden of Klideseilanden (Grieks: Κλείδες, Turks: Kilit Adalari) zijn een reeks kleine rotseilanden bij de noordoostpunt van het eiland Cyprus, namelijk Kaap Apostolos Andreas in het district Famagusta.

## Geografie
Het hoofdeiland van de Klidhes heeft een langgerekte, spits toelopende vorm en strekt zich ongeveer 750 meter uit van zuidwestelijke naar noordoostelijke richting. Dit eiland heeft een breedte van hoogstens 150 meter en bereikt een hoogte van 17 meter. De Klidheseilanden zijn van vulkanische oorsprong en is rijk aan bodemschatten, waaronder kopererts. Deze eilandengroep vormt zowel het noordelijkste als het oostelijkste punt van Cyprus. Onder de omliggende zeebodem wordt de aanwezigheid van aardgas vermoed.

## Geschiedenis
Op de grootste van de Klidheseilanden bevindt zich sedert 1913 een vuurtoren.
De eilandengroep werd in 1974 ingelijfd door de internationaal niet-erkende Turkse Republiek Noord-Cyprus.

## Fauna en flora
De Klidheseilanden zijn onbewoond en vormen een broedplaats voor de voorheen in populatie bedreigde Audouins meeuw, die thans weer een stabiele populatie van ongeveer 15.000 broedparen heeft. De vegetatie op de eilandengroep bestaat uit lage maquis.